# Pontolis
Pontolis è un genere estinto di mammiferi pinnipedi, appartenente agli odobenidi. Visse tra il Miocene superiore e il Pliocene inferiore (circa 9 - 5 milioni di anni fa) e i suoi resti fossili sono stati ritrovati in Nordamerica.

## Descrizione
Questo animale doveva assomigliare vagamente a un'enorme otaria. Era di costituzione estremamente massiccia. Il solo cranio era lungo 60 centimetri, più lungo di quello di qualsiasi altro pinnipede e due volte più grande di quello degli odierni trichechi (Odobenus rosmarus). I rappresentanti del genere Pontolis erano trichechi di taglia gigantesca ma, come molte forme estinte di trichechi, sprovvisti dei tipici canini superiori a zanna. Si suppone che Pontolis potesse oltrepassare i 4 metri di lunghezza, dimensioni forse superiori a quelle dell'elefante marino meridionale. Si suppone che il peso di Pontolis dovesse essere compreso tra le due e le quattro tonnellate, il che lo renderebbe il più grande rappresentante dell'ordine dei carnivori mai vissuto.

## Classificazione

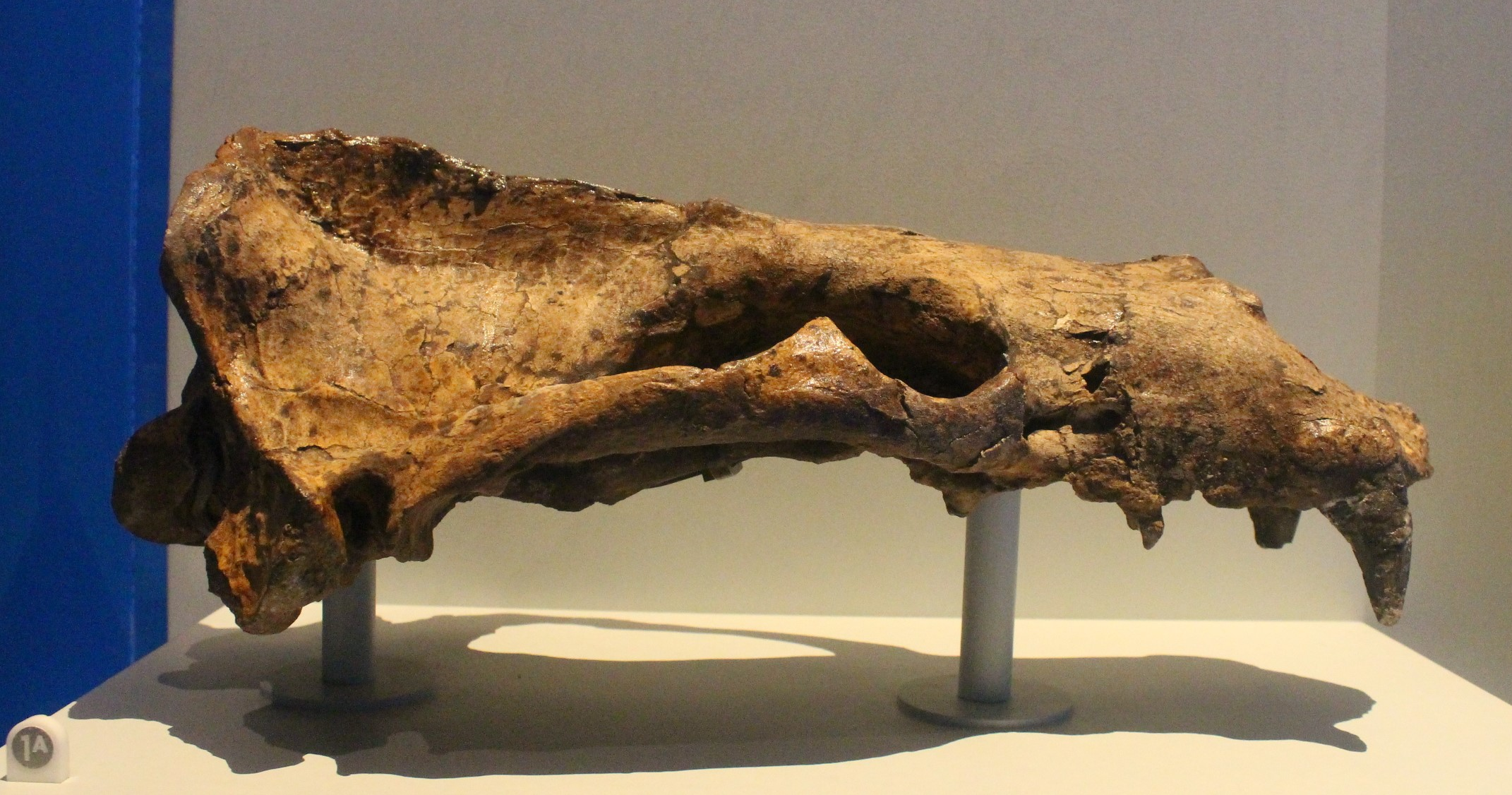
Cranio di Pontolis barroni

Pontolis è un rappresentante degli odobenidi, il gruppo di pinnipedi comprendente l'attuale tricheco. Al contrario della forma attuale, Pontolis era sprovvisto di lunghe zanne e rappresentava una forma piuttosto arcaica della famiglia. 
I primi fossili di Pontolis vennero scoperti nella località di Empire, nella Contea di Coos in Oregon, e vennero descritti da True con il nome di Pontoleon magnus. Il genere Pontoleon, tuttavia, era già stato usato per descrivere un altro animale, e lo stesso True dovette cambiare il nome generico in Pontolis. 
Oltre alla specie tipo Pontolis magnus, del Miocene terminale di Oregon e California, sono note altre due specie: P. barroni, del Tortoniano di Monterey in California, e P. kohnoi, del Messiniano di Capistrano, sempre in California.